# 1650-е годы
1650-е (ты́сяча шестьсо́т пятидеся́тые) го́ды по григорианскому календарю — промежуток времени с 1 января 1650 года по 31 декабря 1659 года, включающий 1650 год 5-го десятилетия   и с 1651 по 1659 годы    6-го десятилетия XVII века 2-го тысячелетия.  Они закончились 366 лет назад.

## События
- Голландско-португальская война (1602—1661). Цейлон перешёл под контроль Голландии (1656).
- Франко-испанская война (1635—1659). Пиренейский мир (1659).
- Фронда во Франции (1648—1653).
- Восстание Хмельницкого (1648—1654). Воссоединение Украины с Россией (1654). Русско-польская война (1654—1667). Церковная реформа патриарха Никона (1653; Старообрядчество).
- В Англии война между «круглоголовыми» и «кавалерами» (1649—1651; Третья Английская гражданская война[англ.]). К Английской республике присоединены Шотландия и Ирландия. Протекторат (1653—1659; Кромвель).
- Навигационный акт Англии (1651). Первая англо-голландская война (1652—1654).
- Крестьянская война в Швейцарии (1653).
- Англо-испанская война (1654—1660).
- Северная война (1655—1660). «Шведский потоп» (1655—1660).
- Великий пожар годов Мэйрэки в Японии (1657).
- Рейнская лига (1658).
- 1650—1652 — Шведское правительство подтвердило незыблемость личной свободы и прав крестьян на землю, ограничило дальнейший рост повинностей.
- 1651—1657 — Императорские указы против Реформации в Чехии.
- 1651—1652 — Восстание против маньчжуров в Сычуани, Шэньси и Ганьсу. Маньчжуры вытеснены из многих городов. Повстанцы взяли Ланьчжоу. В Шэньси повстанцы осадили Сиань. У Саньгуй подошёл с крупными силами и заставил их снять осаду. Цинское правительство объявило амнистию участникам восстания.
- 1652—1653 — Жестокое подавление крестьянских волнений в Смоланде и Нерке (Швеция).
- 1654—1657 — Русское посольство Фёдора Байкова в Китае.
- 1655—1656 — Восстание крестьян на острове Валхерен (Нидерланды).
- 1656—1657 — Голконда и Биджапур были вынуждены уступить империи Моголов часть своих территорий.
- 1654 — Церковная реформа патриарха Никона[1][2][3].

## Культура
- Томас Гоббс (1588—1679), философ. «Левиафан или материя, форма и власть государства церковного и гражданского» (1651).
- Христианское движение квакеров основано (1652).
- Тадж-Махал построен (1652).
- Сант-Аньезе-ин-Агоне, фасад церкви выполнил Борромини (1655).
- Веласкес, Диего (1599—1660), художник. «Менины» (1656).
- Бернини, Джованни Лоренцо (1598—1680), скульптор. «Экстаз святой Терезы» (1657).

### Наука и техника
- Уильям Гарвей. «Исследования о зарождении животных» (1651).
- Академия опыта (1657).

## Государственные деятели
- Ян де Витт, пенсионарий (1650—1672).
- Фридрих Вильгельм I, курфюрст Бранденбурга (1640—1688).
- Карл X Густав, король (1654—1660).

## Родились
- 14 ноября — Вильгельм III Оранский, правитель Нидерландов, король Англии и Шотландии (ум. в 1702).
- Винченцо Коронелли, итальянский картограф и энциклопедист.

## Скончались
- 11 февраля — Рене Декарт, великий французский математик и философ.